# マリア・ヒル
マリア・ヒル（Maria Hill）は、マーベルコミックスのコミック作品に登場する架空の人物である。架空の諜報機関S.H.I.E.L.D.の一員して2000年代後半の「シビル・ウォー」や「シークレット・インベージョン」といった様々なストーリーに参加した。
マーベル・シネマティック・ユニバースではコビー・スマルダーズがヒルを演じており、映画『アベンジャーズ』、『キャプテン・アメリカ/ウィンター・ソルジャー』、『アベンジャーズ/エイジ・オブ・ウルトロン』、テレビドラマ『エージェント・オブ・シールド』に登場する。

## 出版上の歴史
マリア・ヒルはブライアン・マイケル・ベンディスとデヴィッド・フィンチによって創造され、『ニューアベンジャーズ』第4号（2005年3月）で初登場した。

## 作中での歴史

### 初登場
シカゴで生まれる。当初はアメリカ軍に所属し、後にS.H.I.E.L.D.のエージェントとなる。
シークレット・ウォー事件とニューヨーク壊滅の後、S.H.I.E.L.D.長官のニック・フューリーは失踪すると、各国の指導者たちによって有能でありながらもフューリーに忠実でないエージェントであると見られたマリア・ヒルは臨時長官に任命される。この間には公然ではフューリーのライフ・モデル・デコイが使用された。ヒルは国連よりもアメリカ合衆国に忠実であると期待され、S.H.I.E.L.D.は他の国々よりもアメリカに仕えることになってゆく。長官に任命された後のある晩、ヒルはニック・フューリーに会う。

### 『シビル・ウォー』
2006-2007年のミニシリーズ『シビル・ウォー』では、ヒルはスーパーヒューマン登録法に反対するキャプテン・アメリカをはじめとするスーパーヒーローたちを逮捕しようとする。法案成立後、ヒルは主要な執行者の1人を務める。彼女はワンダーマンを恐喝し、登録法反対派を狩るS.H.I.E.L.D.の手伝いをさせる。またランナウェイズを捕らえるために洗脳したクリーのスーパーソルジャーであるノヴァーを送り出す。さらにスパイダーマンを捕らえるためにサンダーボルツに指示を出す。サンダーボルツのうち、ジェスターとジャック・オーランタンが送り出されるが、パニッシャーによって倒される。シビル・ウォー終結後、アメリカ合衆国大統領はマリア・ヒルに代わってトニー・スタークを新たなS.H.I.E.L.D.長官に任命した。

### 副長官
ヒルはスターク率いるS.H.I.E.L.D.の副長官となり、様々なテロ組織と戦うスタークを支援する。ヘリキャリアーがマンダリンによるバイオ攻撃を受けた際、隊員を避難させる彼女は感染が主要な目的であると誤解した。その後、スタークと対立しようとするが、ダム・ダム・デュガンに諭され、2人はスタークの元に留まり続けることとなる。スタークが国連に出頭させられて捕らえられた際にはヒルはデュガンと共に彼を逃がし、マンダリンの追跡を続行させた。

### 2008-2010年のストーリーライン
2008年のストーリーライン「シークレット・インベージョン」の際、ヘリキャリアーが地球外生命体のスクラルの攻撃により使用不能になった後、ヒルはエドウィン・ジャービスやS.H.I.E.L.D.のエージェントの一部がスクラルに成り代わられていたことを知る。スクラルたちはヒルを処刑するが、その「ヒル」はライフ・モデル・デコイによる囮であった。ヒルはヘリキャリアーを墜落させるシステムを起動し、船内に侵入したスクラルを全滅させ、ジェットパックを使って脱出した。
スクラルによる侵略事件の影響を受け、「ダークレイン」のストーリーライン中にS.H.I.E.L.D.は大統領によって解散させられ、ヒルとトニー・スタークは失職した。S.H.I.E.L.D.の代わりに新たにH.A.M.M.E.R.が置かれ、その長官にはグリーンゴブリンが任命された。『アイアンマン』の月刊シリーズでは、オズボーンは窃盗の容疑でヒルを捕らえるためにH.A.M.M.E.R.を派遣した。スタークがスーパーヒューマン登録法のデータベースを盗むと、ヒルは合流し、逃亡者となる。ヒルはハードドライブを手に入れる任務をトニーから任される。ヒルはフューチャーファーム社の地下で人々を誘拐して操っているコントローラーと遭遇し、小競り合いの末に脱出し、トニーから頼まれたドライブも入手する。彼女はキャプテン・アメリカ（バッキー）にデータを届けるためにブラック・ウィドウに協力を求める。2人は途中でH.A.M.M.E.R.に捕らえられるが、マダム・マスクに変装したペッパー・ポッツによって救出される。
2010年の「シージ」のストーリーラインの際、ヒルはオズボーンがアスガルドへの侵攻を開始するとソーの救援に向かった。「シージ」から続く「Heroic Age」のストーリーラインでは、ヒルはキャプテン・スティーブ・ロジャースにより新しいアベンジャーズ・チームで活動するように命じられる。

## 他のバージョン

### MC2
MC2の世界でのマリア・ヒルはナショナル・セキュリティ・フォースのメンバーである。

### アルティメット・マーベル
アルティメット・マーベルの世界でのマリア・ヒルはS.H.I.E.L.D.のエージェントを辞め、NYPDで殺人課の刑事をしている。彼女はマイルズ・モラレスがアーロン・デイヴィスの死を調べる際に初登場した。

## MCU版
マーベル・シネマティック・ユニバース（MCU）では、コビー・スマルダーズが演じる。日本語吹替は本田貴子が担当。
本項は、“アース616”（正史の宇宙）におけるマリアを主軸として表記する。 

### キャラクター像
『アベンジャーズ』と『キャプテン・アメリカ/ウィンター・ソルジャー』では“S.H.I.E.L.D.”副長官として、それ以降の作品では“アベンジャーズ”やS.H.I.E.L.D.の支援者として登場。いずれの作品においても、ニック・フューリーの片腕としての役割を担っていることが多く、S.H.I.E.L.D.壊滅後には彼とアベンジャーズの秘密の連絡役も務めている。
1982年4月4日生まれ
。規則を順守する性分であるため、フューリーの指示と行動に不満気な顔や態度を見せることもしばしばだが、基本的には忠実に従い、補佐するクールで凛々しい才女である。一方で絵心がない意外な面や、任務を離れると親しい者たちとパーティーに参加し、明るく談笑する一面もある。

### 『ホワット・イフ...?』版
現在のところ、“アース72124”におけるマリアの存在が描写されており、S.H.I.E.L.D.副長官の肩書きを持って活動するが、正史の彼女よりも強い威圧感が感じられるほど目つきが鋭い女性となっている。

### 能力
S.H.I.E.L.D.副長官として、多くの部下や同僚たちもまとめ上げる指揮能力をはじめ、命中率抜群の銃の腕前と、複数の一般兵を蹴散らせる格闘戦の技能、車両や航空機などの操縦能力まで、フューリーやアベンジャーズのサポート役に相応しい実力を持つ。

### ツール
ユニフォーム
“ヘリキャリア”乗艦時や、戦闘任務などの際に着用する耐火性ジャンプスーツ。袖には追跡装置が、ブーツには小型兵器がそれぞれ隠されている。右腰には調節可能なハンドガンのホルスターを提げている。

#### ハンドガン
グロック19
S.H.I.E.L.D.のエージェントや兵士の標準武装。
グロック17
“ソコヴィア”の戦いで使用。
コルトM4A1
平時の護身用に所持。
ワルサーPPK
“アベンジャーズ・タワー”で護身用に所持。

### 各作品での活躍
『アベンジャーズ』
本作からMCU初登場。
S.H.I.E.L.D.と連携するNASAの研究施設にフューリーと赴くが、クリント・バートン/ホークアイが操られていることに気づかなかったため、彼らを支配下に置いたロキを銃撃戦とカーチェイスの末に逃してしまい、崩壊する施設の瓦礫に生き埋めになりかけた。
その後、ヘリキャリアでもフューリーの補佐をし、手榴弾の爆風で吹き飛びながらも、洗脳されたクリントらと銃撃戦を展開する果敢さを見せた。そして、モニター越しにニューヨークの戦闘を観戦し、発射された核ミサイルがトニー・スターク/アイアンマンの活躍で宇宙へ軌道を変えた際には安心の表情を浮かべ、アベンジャーズの勝利を見届ける。
『キャプテン・アメリカ/ウィンター・ソルジャー』
本作でもフューリーの補佐として登場するが、“インサイト計画”の直前には、フューリーの提案よりもスティーブの主張を尊重する姿勢をとった。
自身と待ち合わせする予定だったフューリーの死亡確認診断の場に立ち会ったが、彼の死亡が擬装であることを知っており、後に“S.T.R.I.K.E.”の隊員に変装して、ブロック・ラムロウらに捕らわれ連行中のスティーブ・ロジャース/キャプテン・アメリカたちを解放し、フューリーの元に導いた。
インサイト計画時には、スティーブやサム・ウィルソン/ファルコンと共に“トリスケリオン”の通信室を占拠し、そこからの状況報告や、ジャックしたヘリキャリアの遠隔操作、追っ手の敵兵を難なく返り討ちにする活躍も見せた。
S.H.I.E.L.D.壊滅後、“スターク・インダストリーズ”の入社面接を受ける。
『アベンジャーズ/エイジ・オブ・ウルトロン』
本作ではスターク社CEOであるペッパー・ポッツの秘書と、アベンジャーズのサポーターを兼務している。アベンジャーズが南アフリカや韓国で戦っていた間に、フューリーと共にヘリキャリアを発艦させる手続きを行っており、後にフューリーをはじめとする元S.H.I.E.L.D.の職員たちと共に本艦に乗艦してソコヴィアに駆けつけた。ヘリキャリアのブリッジが“ウルトロン・セントリー”の特攻を受けると、フューリーと共にセントリーを破壊。事後は、“アベンジャーズ・コンパウンド”に勤務する。
『アベンジャーズ/インフィニティ・ウォー』
本作ではポスト・クレジット・シーンにノンクレジットカメオ出演した。フューリーと共にアトランタを移動中に、眼前で起きた“デシメーション”による大衆の消滅に遭遇した直後、自らもまた塵となって消えてしまう。
『アベンジャーズ/エンドゲーム』
本作では物語の終盤に登場。
デシメーションから5年もの間消滅したままだったが、アベンジャーズの尽力により復活。物語ラストのトニーの葬儀に主要人物たちと共に参列し、自身はトニーの自宅前に立つ。
『スパイダーマン:ファー・フロム・ホーム』では、彼女本人の登場は無いものの、スクラル人のソレンがマリアに擬態して物語のポスト・クレジット・シーンまで登場する。
『ホワット・イフ...?』第6話
アース72124におけるマリアが登場。
『シークレット・インベージョン』第1話
最後のシーンで、フューリーに擬態したスクラル人グラヴィクによって腹部を撃たれ死亡(?)。

## 他のメディア

### テレビアニメ
- アニメシリーズ『アイアンマン ザ・アドベンチャーズ』ではタバサ・セント・ジェルマンが声を務めた。

- アニメシリーズ『アベンジャーズ 地球最強のヒーロー』ではカリ・ウーラーが声を務めた。彼女はS.H.I.E.L.D.のメンバーとして登場し、ニック・フューリーの失踪後は長官となる。

### アニメ映画
- 『アイアンマン ライズ・オブ・テクノヴォア』では、日本語版では皆川純子、英語版ではカリ・ウォールグレンがヒルの声を務めた[27]。

### テレビゲーム
- 『Marvel: Ultimate Alliance 2』ではNPCとしてヒルが登場する。

- Facebookゲーム『Marvel: Avengers Alliance』ではトニー・スタークとニック・フューリーとの作戦会議の場面でNPCとしてヒルが登場する。

- 『Lego Marvel Super Heroes』ではカリ・ウォールグレンがヒルの声を務めた。